# Charles Maigne
Pour les articles homonymes, voir Maigne.
Charles Maigne est un scénariste, réalisateur et monteur américain né le 11 novembre 1879 à Richmond, Virginie (États-Unis), mort le 28 novembre 1929 à San Francisco (Californie).

## Biographie
Il fut marié à l'actrice Anne Cornwall.

## Filmographie

### Comme scénariste
- 1916 : The Brand of Cowardice (en)
- 1917 : The Golden Fetter
- 1917 : The Bottle Imp
- 1917 : The Squaw Man's Son
- 1917 : La Délaissée (Barbary Sheep)
- 1917 : The Hungry Heart
- 1918 : Her Great Chance
- 1918 : The Knife
- 1918 : L'Oiseau bleu (The Blue Bird)
- 1918 : L'Auberge isolée (Heart of the Wilds) de Marshall Neilan
- 1918 : Prunella de Maurice Tourneur
- 1918 : Maison de poupée (A Doll's House)
- 1918 : The Danger Mark
- 1918 : Out of a Clear Sky
- 1919 : The Indestructible Wife
- 1919 : The Redhead
- 1920 : Le Héros du silence (The Copperhead)
- 1920 : A Cumberland Romance
- 1921 : Frontier of the Stars
- 1921 : Hush Money
- 1923 : L'Île des navires perdus (The Isle of Lost Ships)
- 1926 : Lovey Mary
- 1926 : War Paint

### Comme réalisateur
- 1918 : Her Great Chance
- 1918 : In the Hollow of Her Hand
- 1919 : The Indestructible Wife
- 1919 : The World to Live In
- 1919 : The Redhead
- 1919 : The Firing Line
- 1919 : The Invisible Bond
- 1920 : Le Héros du silence (The Copperhead)
- 1920 : The Fighting Chance
- 1920 : A Cumberland Romance
- 1921 : Frontier of the Stars
- 1921 : The Kentuckians
- 1921 : Hush Money
- 1922 : Received Payment
- 1922 : Le Mystérieux Coupable (The Cowboy and the Lady)
- 1923 : Drums of Fate
- 1923 : The Trail of the Lonesome Pine
- 1923 : The Silent Partner

### Comme monteur
- 1918 : In the Hollow of Her Hand